# Método histórico

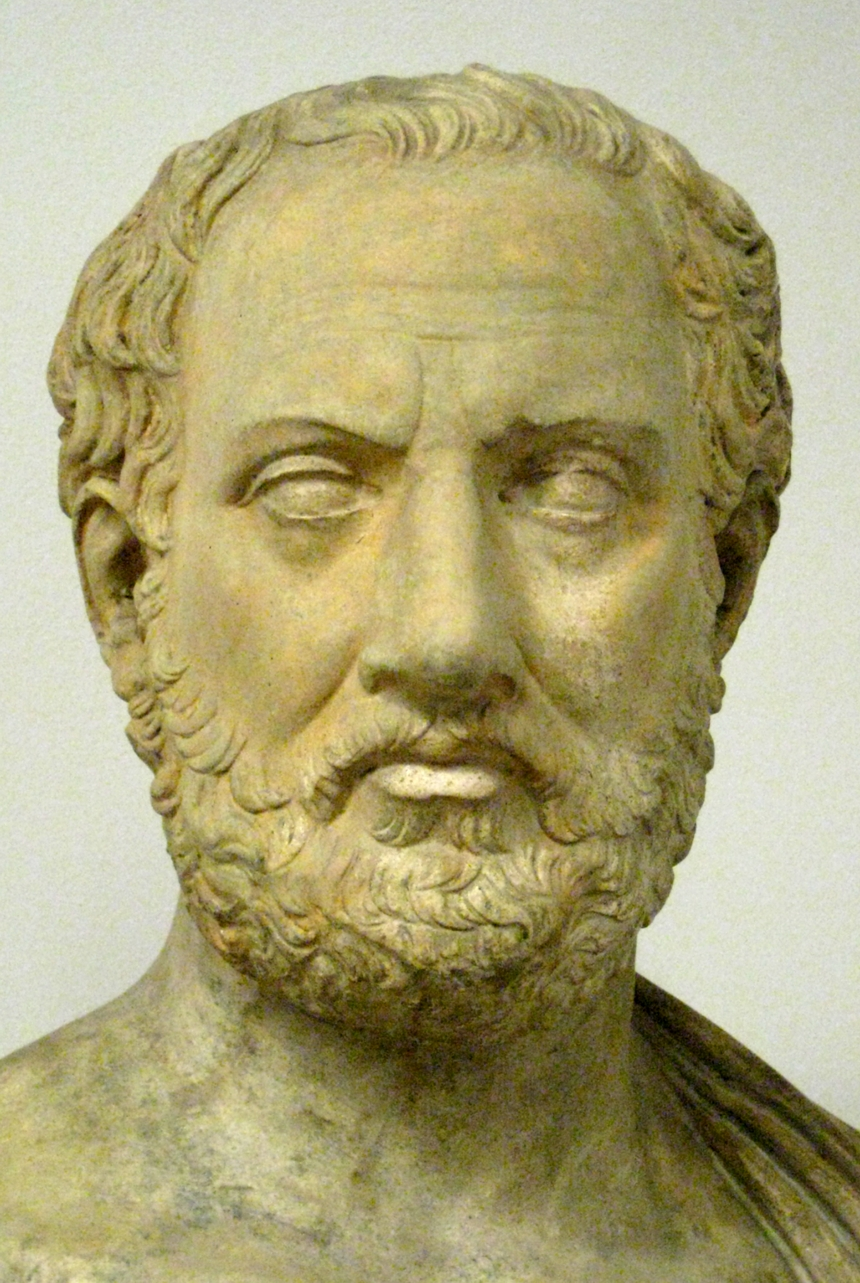
Un busto esculpido que representa a Tucídides (c.460-c.400AC) apodado informalmente el "padre de la historia científica"

El método histórico o la metodología de la historia (o de las ciencias históricas) comprende el conjunto de técnicas, métodos y procedimientos usados por los historiadores para investigar sucesos pasados, y escribir o reescribir la historia. Estos procedimientos pueden implicar recurrir a fuentes secundarias, fuentes primarias, evidencia material como la derivada de la arqueología y otras disciplinas auxiliares de la historia como la archivística. La habilidad del historiador radica en identificar estas fuentes, evaluar su autoridad en relación con las otras y combinar la información de manera apropiada para construir una visión precisa y fiable de eventos, situaciones pasadas o conceptos antiguos. Como resultado los historiadores obtienen un conjunto de escritos (o producción historiográfica) acerca de un tema o período histórico a través de la historiografía.
La cuestión de la naturaleza del método histórico e, incluso, su propia reflexión como método científico, se discute por la epistemología (filosofía de la ciencia, metodología de las ciencias sociales) y la filosofía de la historia y, en cierto sentido, por la historiología (o teoría de la historia).

## Características
Las principales directrices de uso común por los historiadores en su labor son:
- En primer lugar, la definición del tema y su delimitación, se formula la o las preguntas (erotética) y se define un plan de trabajo. Con base a ello viene la heurística (localización y recopilación de las fuentes documentales, que son la materia prima del trabajo del historiador).
- En segundo lugar, el análisis o crítica de esas fuentes (distinguiendo dos formas de crítica, que se refieren al trabajo con las fuentes documentales: crítica externa y crítica interna).
- En último lugar, la síntesis historiográfica (que es el producto final de la historiografía).

Terminado ese proceso, queda la publicación, paso ineludible para que la comunidad historiográfica comparta y someta a debate científico y falsación su labor y  se divulgue entre el público para que su conocimiento pueda servir a los fines de la historia.
La investigación histórica ha experimentado cambios en las herramientas que se usan, con la llegada de las tecnologías de información y comunicación, en especial la web 2.0, estableciéndose lo que se conoce como Historia Digital, una nueva forma de usar herramientas tecnológicas sin cambiar la esencia metodológica de la investigación (problema->búsqueda->crítica->síntesis->diseminación)

## Crítica de fuentes
Hay seis formas principales de preguntar a una fuente documental para juzgarla, es decir, hacer su crítica, la crítica de fuentes:
1. Datación (localización en el tiempo) ¿Cuándo se produjo la fuente?
2. Localización en el espacio ¿Dónde se produjo?
3. Autor ¿Quién la produjo?
4. Análisis de la procedencia ¿A partir de qué material preexistente se produjo?
5. Integridad ¿En qué forma original se produjo?
6. Credibilidad ¿Cuál es el valor probatorio de su contenido?

Las cuatro primeras son conocidas como crítica mayor (crítica histórico o método crítico histórico); la quinta, crítica menor (crítica textual o ecdótica); ambas, la mayor y la menor (las cinco primeras preguntas) se denominan crítica externa. La sexta y última se llama crítica interna.
La función de la crítica externa es esencialmente negativa, en el sentido de que simplemente evita el uso de fuentes falsas; mientras que la función esencialmente positiva corresponde a la crítica interna, cuya misión es proponer cómo utilizar las fuentes autentificadas

### Crítica externa: autenticidad y procedencia

#### Crítica mayor o alta crítica
La Crítica mayor (higher criticism) es también llamada Alta crítica (pt:Alta crítica), Crítica histórica, Crítica radical (fr:Critique radicale), o Método crítico-histórico o histórico-crítico (de:Historisch-kritische Methode).
La determinación de la autoría y la fecha de una fuente suele implicar uno o varios de los siguientes procesos:
- a) análisis del contenido del documento soporte de la fuente,
- b) comparación con el contenido de otras fuentes,
- c) análisis de las propiedades físicas del documento soporte de la fuente.[3]

El análisis de contenido incluye el examen de anacronismos en el lenguaje, las referencias datables, y la coherencia con un entorno cultural. La comparación con otros escritos puede incluir estudios de paleografía, el estudio de estilo de escritura a mano (grafología), el estudio de la estilometría (determinación de la autoría por comparación del estilo literario conocido de uno o varios autores -estilística-), o algo tan simple como la existencia de citas (a veces textuales -intertextualidad-, a veces referencias indirectas) de esa fuente en otra fuente, bien del mismo autor en otra de sus obras, bien de otro autor, sea contemporáneo o de otra época. Las propiedades físicas del documento pueden ser las propiedades del papel, de la tinta (como la consistencia), en su caso del sello, así como los resultados de análisis más complejos (químicos o radiactivos, como la datación por carbono 14).

#### Crítica menor, baja crítica o crítica textual
La crítica menor o baja crítica es más frecuentemente conocida como crítica textual, y se refiere a la determinación precisa un texto en los casos en que los documentos de los que se dispone son copias en lugar del original. Aproximaciones a la crítica textual pueden incluir el eclecticismo, la stemmática, y la cladística. La esencia del ‘’eclecticismo’’ es adoptar como original el documento que explique más fácilmente la derivación de los documentos alternativas. La ‘’stemmática’’ es el intento de construir un ‘’árbol genealógico’’ de los manuscritos existentes para ayudar a determinar su correcta lectura. La cladística hace uso de los análisis estadísticos con un fin similar.

### Crítica interna: la fiabilidad histórica
Considerando la evidencia de que pocos documentos se aceptan como totalmente fiables, Louis Gottschalk establece como regla general: "para cada documento particular el proceso de establecer la credibilidad debe ser realizado por separado, independientemente de la credibilidad general del autor". Un autor que generalmente se considera confiable podrá establecer un fondo de probabilidad para el examen de cada uno de sus textos, pero cada pieza de prueba debe someterse individualmente a crítica.

#### Testimonio de testigos presenciales
El testimonio de testigos presenciales, como puede ser el propio autor de la fuente en cuestión, debe evaluarse mediante comprobaciones como las siguientes (es obvia la similitud con las expresiones relacionadas con los concepto de testigo y de testimonio en un contexto jurídico):
- ¿Su declaración puede tener un verdadero significado diferente a su sentido literal? ¿utilizan palabras en sentidos diferentes a los que hoy son usuales? ¿utilizan la ironía u otros recursos para decir cosas distintas a las que aparentemente dicen?
- ¿Cómo observó el autor el hecho del que dice ser testigo? ¿De qué sentido dependía su observación? ¿Era tal cosa adecuada?  ¿Tenía capacidad adecuada para tal observación, o estaba mediada por dificultades con el idioma, con su grado de conocimientos técnicos necesarios -jurídicos o militares, por ejemplo-? ¿Tenía libertad para testificar o estaba intimidado?
- ¿Cómo construyó el testigo su testimonio y cuál era su capacidad de hacerlo?
- En cuanto a su capacidad para informar ¿fue parcial? ¿tuvo tiempo, lugar e instrumentos adecuados para hacerlo?

- ¿El registro escrito de su observación fue inmediato, o tardó mucho en hacerlo?
- ¿Cuál fue la intención del autor a la hora de presentar su testimonio? ¿Para quiénes hace ese registro? Esa audiencia ¿le distorsiona a la hora de presentar su testimonio?
- ¿Existen otros indicios para sospechar de alguna intención que distorsione la veracidad? ¿Era indiferente sobre el tema observado, lo que probablemente hace presumir la ausencia de intención de distorsionar su testimonio? ¿Su testimonio se hace incluso contra sí mismo? lo que en derecho sería autoinculpación, y suele considerarse indicio de que probablemente no pretende distorsionar, o al contrario ¿existe una apología innecesaria? (excusatio non petita, accusatio manifiesta). ¿La información recogida es incidental o casual? (con lo que esos datos no tendrían intención de distorsionar)

- ¿Realiza sus declaraciones de forma que parecen inherentemente improbables: por ejemplo, contrarias a la naturaleza humana, o en conflicto con lo que sabemos?
- Hay que tener en cuenta que algunos tipos de información son más fáciles de observar e informar sobre ellos que otros.
- ¿Existen contradicciones internas en el documento? [4]

Louis Gottschalk añade una consideración adicional: "Incluso cuando el hecho en cuestión puede no ser muy conocido por el investigador que está criticando una fuente, cierto tipo de declaraciones son tan incidentales y probablemente contienen tal grado de error o falsedad, que pueden determinarse como  poco probables. Si una antigua inscripción en una vía nos dice que tal procónsul la construyó bajo el principado de Augusto, puede ponerse en duda hasta posterior corroboración si realmente fue tal procónsul quien construyera el camino, pero sería más difícil poner en duda que el camino fuera construido durante el Principado de Augusto. Si un anuncio publicitario en un periódico informa a los lectores que "el café A y B se puede comprar en todas las tiendas de confianza al inusual precio de cincuenta centavos por libra," todo lo que la publicidad diga puede ser puesto en duda hasta posterior corroboración, todo excepto que haya una marca de café en el mercado denominada "A y B".
Garraghan indica que la mayoría de la información proviene de "testigos indirectos", personas que no estuvieron presentes en la escena, pero que han oído hablar de los acontecimientos de otra persona. A veces pueden usarse testimonios de oídas, pero en esos casos, en que los testigos son una fuente secundaria, no debe confiarse en ellos plenamente, sino que ha de comprobarse:
- 1) en qué fuente primaria basa la secundaria su declaración
- 2) si la fuente secundaria reproduce con precisión y completa la fuente primaria
- 3) si no es así, en qué detalles reproduce con más exactitud a la fuente primaria

La comprobación de estas cuestiones pueden proporcionar al historiador la totalidad o la esencia de la fuente principal, en casos en los que las fuentes secundarias sean el único medio de conocimiento de un hecho. En tales casos, la fuente secundaria es la fuente original para el historiador, en el sentido de ser el «origen» de su conocimiento, habiendo siempre de aplicarle las mismos prevenciones que a una fuente primaria en cuanto a su fiabilidad.

#### La tradición oral
Gilbert Garraghan sostiene que la tradición oral puede ser aceptada si cumple estas dos "condiciones generales" o seis "condiciones particulares":
- Condiciones generales.

- La tradición debe ser apoyada por una serie ininterrumpida de testigos, que vayan desde el primer e inmediato observador del hecho, mediante testigos vivos a los que se transmitió el testimonio, hasta el primero que lo puso por escrito.
- Debe haber varias series paralelas e independientes de testigos que declaren sobre el hecho de que se trate.

- Condiciones especiales.
- La tradición debe informar de un acto público de importancia, que necesariamente es conocido directamente por un gran número de personas.

- La tradición debe haber sido la creencia generalizada, al menos por un período determinado de tiempo.
- Durante ese período determinado, no debe haber sido cuestionada, incluso por personas con algún interés en negar esa creencia.
- La tradición debe ser de una duración relativamente limitada. [En otra parte de su obra, Garraghan sugiere un límite máximo de 150 años, al menos en las culturas basadas en la memoria oral.]
- Durante ese periodo, debía existir un espíritu crítico lo suficientemente desarrollado, así como los medios necesarios para la investigación crítica.
- Personas de mente crítica que de haberla considerado falsa, la habrían cuestionado, no lo hicieron.

Otros métodos de verificación de la tradición oral pueden existir, como la comparación con la prueba de restos arqueológicos.
El trabajo de campo en África occidental y Europa oriental han contribuido a discutir la fiabilidad o la potencial falta de fiabilidad de la tradición oral.

## Síntesis: razonamiento histórico
Una vez que las piezas individuales de información se han evaluado en su contexto, se pueden formar y establecer hipótesis mediante el razonamiento histórico.

### Argumento de la mejor explicación
C. Behan McCullagh establece siete condiciones para el éxito de un argumento de la mejor explicación:
1. El argumento debe implicar, además de otros argumentos que previamente se hayan demostrado ser verdad, otros hechos que describan la realidad: los datos observables. De ahora en adelante vamos a llamar al primer argumento la hipótesis, y a los argumentos que describan los datos observables, observaciones (No obstante, hay que tener en cuenta que cada uno de los conceptos manejados: verdad, realidad, realidad histórica -la propia historia en cuanto pasado-, dato, hecho, hecho científico, hecho histórico -habitualmente denominado acontecimiento- hipótesis científica y observación científica; tienen una codificación propia en la metodología de la ciencia, sobre todo en las ciencias de la naturaleza, que no coincide estrictamente con la de las ciencias sociales -metodología de las ciencias sociales- o con el uso que se le da en historiografía o incluso por cada historiador o escuela historiográfica).
2. La hipótesis debe ser de una mayor exposición de alcance que cualquier otra hipótesis incompatible sobre el mismo tema, esto es, debe implicar una mayor variedad de observaciones.
3. La hipótesis debe ser de mayor poder explicativo que cualquier otra hipótesis incompatible sobre el mismo tema, es decir, que las observaciones que implica deben haberse realizado más probablemente que cualesquiera otras.
4. La hipótesis debe ser más posible que cualquier otra hipótesis incompatible sobre el mismo tema, es decir, que implica en cierta medida por una mayor variedad de verdades aceptadas que cualquier otra, y se implica con más fuerza que cualquier otra, y su negación debe ser probable que implica un menor número de creencias, e implica menos fuerza que cualquier otra.
5. La hipótesis debe ser menos ad hoc que cualquier otra hipótesis incompatible sobre el mismo tema, es decir, debe incluir un menor número de nuevas suposiciones sobre el pasado que no estén ya implícitas en cierta medida en por creencias existentes.
6. La disconformidad con esa hipótesis debe ser menos aceptada por las creencias existentes que cualquier otra hipótesis incompatible sobre el mismo tema, es decir, cuando se articula con las verdades aceptadas, debe implicar un menor número de declaraciones de observación y otras declaraciones que se cree que son falsas.
7. Debe ser superior a otras hipótesis incompatibles sobre el mismo tema; por tanto, si hay pocas posibilidades de una hipótesis de incompatibilidad en las características de 2 a 6, después de una investigación más a fondo, debe superarlas en estos aspectos.

McCullagh resume, "si el alcance y la fuerza de una explicación es muy grande, por cuanto explica una gran cantidad y variedad de hechos, muchos más que cualquier explicación con la que compite, es probable que sea cierta".

### Inferencia estadística
McCullagh establece este tipo de argumento de la siguiente manera:
1. Hay probabilidad (el grado de p 1 ) que lo que es un A sea un B.
2. Es probable (en la medida p 2 ) que esto sea un A.
3. Por lo tanto (en relación con estas premisas) es probable (en la medida de p 1  × p 2 ) que esto sea un B.

McCullagh da este ejemplo:
1. En miles de casos, las letras V.S.L.M. que figura al final de una inscripción en latín en una lápida significan Votum Solvit Libens Merito.
2. En esta lápida las letras V.S.L.M. se encuentran al final de una inscripción en latín.
3. Por lo tanto, estas letras en esta lápida significan Votum Solvit Libens Merito.

Se trata de un silogismo en forma probabilística, haciendo uso de una generalización formado por inducción a partir de numerosos ejemplos (como la primera premisa).

### El argumento de analogía
La estructura del argumento es la siguiente:
1. Una cosa (objeto, evento, o situación) tiene propiedades p 1 ... p n  y p n + 1 .
2. Otra cosa que tiene propiedades p 1 ... p n .
3. Por lo tanto, esta última también tiene la propiedad p n + 1 .

McCullagh propone que un argumento de analogía es un "silogismo estadístico encubierto" o, mejor expresado, un argumento de la mejor explicación. Es un silogismo estadístico cuando está "establecido por un número suficiente de casos y varias instancias de generalización", de lo contrario, el argumento puede ser inválido si las propiedades 1 a n no están relacionados con la propiedad n + 1, a menos que la propiedad n + 1 sea la mejor explicación de las propiedades 1 a n. La analogía, por lo tanto, es indiscutible sólo cuando se utiliza para sugerir hipótesis, no como un argumento concluyente.